# José Ignacio Carbajal Gárate
José Ignacio Carbajal Gárate (* 28. November 1945 in Madrid; † 22. November 2017) war ein spanischer Diplomat.

## Leben
Er studierte die Rechtswissenschaften, trat 1968 in den diplomatischen Dienst ein, war in den diplomatischen Vertretungen Spaniens bei Joaquín Balaguer, Gustav VI. Adolf von Schweden bei Elisabeth II. und bei Mohammed V. von Marokko. Im Außenministerium war er Unterdirektor für konsularische Angelegenheiten der Abteilung Nordamerika.
Am 19. Juni 1970 heiratete Carbajal in der Gemeinde Nuestra Señora del Monte Carmelo Elisa Iranzo Arqués.
Von 1991 bis 1998 war Carbajal im spanischen Außenministerium Leiter der Abteilung Asuntos Jurídicos y Consulares und zeichnete für einen Bericht über einen Gesetzesentwurf zum Haushalt verantwortlich.
Von 1998 bis 2003 war Carbajal an der spanischen Botschaft in Mexiko-Stadt. Er machte seinen Antrittsbesuch bei Ernesto Zedillo Ponce de León am 28. Oktober 1998.
Mit dem Dekreto 578/2003 vom 16. Mai 2003 wurde Carbajal als Botschafter nach Kanada entsandt und arbeitete 2004 in 74 Stanley Ave in Ottawa.

## Comité Permanente Hispano-Norteamericano
Mit dem Dekreto 1567/2005 vom 23. Dezember 2005 wurde Carbajal zum Stellvertreter von Manuel Calvo Freijomil, dem Vorsitzenden der Sección Española des Comité Permanente Hispano-Norteamericano (CPHN). Das CPHN war im Rahmen einer Übereinkunft zwischen den Regierungen von Felipe González und Ronald Reagan am 1. Dezember 1988 gegründet worden. Die Institution befasste sich 2005 mit der Naval Criminal Investigative Service  und der AFOSI.
Ab September 2009 war Carbajal Ambassador to the Court of St James’s. Mit dem Decreto 1439/2009 vom 11. September 2009 wurde er befördert.